# Зуко Джумхур
Зуко Джумхур (24 вересня 1920 — 29 листопада 1989) — видатний боснійський письменник, живописець і карикатурист. Його богемна природа, багатозначна та надзвичайно творча особистість зробили його унікальною постаттю югославської культури другої половини 20 століття.

## Біографія
Зуко Джумхур народився в Конічі, Королівство сербів, хорватів та словенців (сучасна Боснія і Герцеговина). Коли йому було всього два місяці батьки переїхали до столиці Белград, де батько отримав роботу головного імама у Королівській югославській армії. Зуко Джумхур закінчив початкову школу і перші чотири класи середньої школи в Белграді, а потім переїхали до Сараєво, де в 1939 році закінчив середню школу. Джумхур відвідував заняття на юридичному факультеті, але незабаром залишив навчання. Закінчив Художню академію, навчаючись у класі Петра Добровича.
Джумхур опублікував свої перші карикатури в армійському журналі за 1947 рік і дуже скоро став одним із найвідоміших ілюстраторів в Югославії. Він публікував свої карикатури в найбільш продаваних газетах і журналах країни, таких як Політика, Боротьба, Ослободжен, Йеж, NIN, Danas та багато інших. Опублікував понад 10 000 ілюстрацій та карикатур, написав численні сценарії та працював над телешоу « Ходолюбльє», яке він вів понад десять років на телебаченні в Сараєво.
У Белграді в сімдесяті роки Джумхур та інші художники відвідували богемний район Скадарлії старого міста. Зуко, разом з іншими художниками, частково відповідав за реконструкцію та реставрацію кафе «Три капелюхи», пам'ятки популярного художника та знаменитої пам'ятки міста.
Про подорож містом написаний перший роман митця — Некролог одному нечистому містечку".
Популярний телевізійний туристичний серіал Джумхура «Ходолюбля», режисер Мірза Ідрізовіч, пропонує мандрівку національними визначними пам'ятками та віддаленими місцями, забутими або незначними містами та культурно-історичними центрами.
Джумхур помер у Герцег-Нові у віці 69 років у 1989 році.

## Перша книга
Джумхур опублікував свою першу книгу під назвою «Некролог одному нечистому містечку» в 1959 році. В єдиній передмові, яку він коли-небудь писав, Іво Андрич характеризує написане в Некролозі подібним до ілюстрацій, якими Джумхур супроводжує свій текст.
У першому розділі Джумхур розглядає боснійське місто Почітель як живий суб'єкт, одночасно розповідаючи про його життя, як важливого військово-стратегічного центру, а також про його принизливе фізичне погіршення та можливу історичну неактуальність. Він характеризує це як смерть, в один прекрасний момент описуючи місто, як воно переживає «здригання», яке пройшло «крізь напівзруйновані скелети старих сторожових веж і бастіонів і розцвіло в бруковій бруківці його мертвих доріжок». Протягом усієї книги він описує невеликі села та міські центри в Боснії та на всьому Анатолійському півострові, все з однаковою інтенсивністю та увагою до фізичних деталей, а також з акцентом на власних спогадах та особистих зустрічах.
Поєднання консерватизму та модернізму дозволило Джумхура охарактеризувати як «старомодного мусульманина у формі Стамбула та Відня», а також як діяча, який у 1950-х роках сприяв культивуванню виразно ліберальної, богемної атмосфери Белграда.